# Nedcolbertia justinhoffmanni
La nedcolbertia (Nedcolbertia justinhoffmanni) è un dinosauro carnivoro appartenente ai celurosauri. Visse nel Cretaceo inferiore (Barremiano, circa 120 milioni di anni fa) e i suoi resti fossili sono stati ritrovati in Nordamerica (Utah).

## Descrizione
Conosciuto grazie a tre scheletri parziali privi di cranio (un giovane e due esemplari subadulti), questo dinosauro doveva raggiungere una lunghezza di circa 3 metri negli esemplari adulti. La ricostruzione effettuata mostra un dinosauro carnivoro dal corpo snello, zampe posteriori piuttosto lunghe e una lunga coda. Le zampe anteriori non sono ben note, ma probabilmente erano piuttosto corte e dotate di tre dita artigliate. In generale, l'aspetto doveva richiamare quello di Ornitholestes, vissuto alcuni milioni di anni prima (Giurassico superiore) sempre in Nordamerica. Al contrario di Ornitholestes, sembra che Nedcolbertia fosse dotato di alcune specializzazioni nelle "mani": l'artiglio del primo dito era più robusto e probabilmente adatto ad afferrare, rispetto alle altre due dita. Le vertebre dorsali erano dotate di grandi camere d'aria, che alleggerivano il corpo.

## Classificazione
Nedcolbertia è stato descritto per la prima volta nel 1998 ed è stato attribuito con certezza ai celurosauri, un grande gruppo di dinosauri carnivori che comprende anche i tirannosauri, i dinosauri struzzo e i dromeosauri. Purtroppo alcune parti fondamentali dello scheletro (come le zampe anteriori e l'ischio) sono troppo incomplete per capire le reali affinità di Nedcolbertia, ma sembra plausibile che questo animale fosse un celurosauro basale, forse imparentato con i compsognatidi o con gli ornitolestidi. In ogni caso, era sprovvisto dell'artiglio a falce caratteristico dei troodontidi e dei dromeosauridi come Deinonychus e Velociraptor.

## Stile di vita
Molto probabilmente questo dinosauro cacciava piccoli animali come mammiferi primitivi e rettili simili a lucertole, che afferrava con gli artigli delle zampe anteriori. I resti di Nedcolbertia sono stati ritrovati nello Yellow Cat Member della formazione Cedar Mountain, che ha restituito anche i resti del dromeosauro gigante Utahraptor, del terizionosauro primitivo Falcarius, del brachiosauride Cedarosaurus, del polacantide Gastonia e degli iguanodonti Iguanacolossus e Hippodraco.